# Hilarion de Gaza
Pour les articles homonymes, voir Saint Hilarion et Saint-Hilarion.
Hilarion de Gaza ou Hilarion le Grand, né vers 291 au sud de Gaza et mort en 371 à Chypre, est ascète chrétien réputé comme thaumaturge qui est considéré comme le fondateur de la vie monastique en Palestine et exemplaire des moines voyageurs. Les détails de la vie de ce Père du désert ont été racontés par Jérôme de Stridon et par Épiphane de Salamine. Sa légende est en outre popularisée par La Légende dorée. Il est célébré comme saint par les catholiques et les orthodoxes le 21 octobre.

## Éléments biographiques

### Trois vies de moines
Les éléments biographiques sur Hilarion sont d'ordre hagiographique, établis par Jérôme de Stridon qui, avec sa Vie d'Hilarion, propose la première hagiographie rédigée directement en latin. Bien qu'il ait existé des débats sur la datation de l’œuvre, il est vraisemblable qu'elle ait été rédigée entre 389 et 392, faisant partie d'un ouvrage plus vaste, Trois vies de moines qui, outre la vie d'Hilarion, propose les hagiographies du légendaire Paul de Thèbes ainsi que de Malchus de Maronie.

### Hagiographie

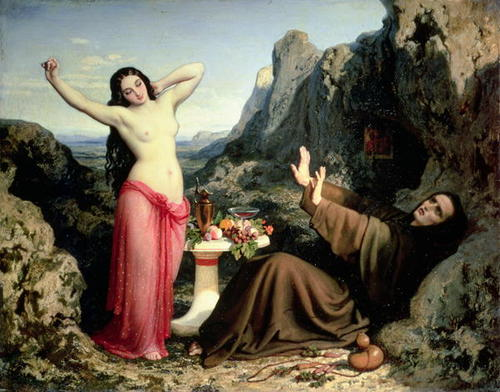
La Tentation de saint Hilarion, Dominique Papety, vers 1843, musée des beaux-arts de Montréal.

Bien que les sources de sa vie soient hagiographiques, l'historicité d'Hilarion semble acquise. Né vers 291-292 dans le village palestinien de Thabatha, près de Gaza, dans une famille aisée, il se serait converti à Alexandrie où ses parents l'avaient envoyé étudier, avant de rejoindre à l'âge de quinze ans le célèbre ermite chrétien Antoine le Grand sans pour autant se décider à embrasser lui-même la vie monastique.
À son retour à Gaza, vers 306, il apprend la mort de ses parents et, renonçant à son héritage, il devient alors moine dans le désert à Maïouma près de Gaza, à l'imitation d'Antoine qui l'encourage dans son projet, ce qui établit une filiation entre les monachismes palestinien et égyptien. La Palestine constitue de la sorte, après l’Égypte et la Syrie, le troisième foyer chrétien primitif de l'érémitisme, une vie monachique dont les adeptes vivaient originellement dans le désert. Suivant le récit de Jérôme, Hilarion s’isole pendant vingt-deux ans et mène une vie ascétique et austère, se nourrissant chichement de figues et de lentilles à la tombée du jour et, comme son maître, subit de nombreuses tentations dont il triomphe. 

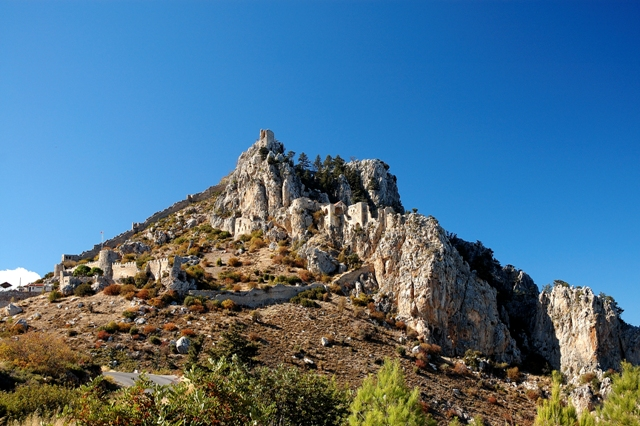
Château de Saint-Hilarion à Chypre.

L'austérité de son mode de vie combinée à sa réputation de thaumaturge lui attirent de nombreux admirateurs - moines ou séculiers - qui le rejoignent pour partager son mode de vie. Hilarion fonde une laure, établissements religieux dont la multiplication en Palestine permet d'y alterner le cénobitisme et l'anachorétisme. Pour retrouver la solitude et fuir la persécution de l'empereur Julien, qui avait fait détruire son monastère, il se réfugie en Égypte, puis en Sicile, en Dalmatie et enfin à Chypre où il meurt en 371, âgé de près de 80 ans. L'ermite est enterré dans un premier temps à Chypre, mais son disciple Hésychius dérobe sa dépouille pour la faire reposer dans sa laure de Maïouma, suivant sa volonté.

### Le thaumaturge
La Vie d'Hilarion le présente comme l'auteur de multiples miracles, exorcismes, guérisons et peut-être même, de manière allusives, d'une résurrection. La présentation que fait Jérôme de ceux-ci posent, sur le plan hagiographique, Hilarion dans la succession d'Antoine mais comme précurseur d'un nouveau type d'hagiographies anticipant la figure de saint Martin.
On voit ainsi Hilarion guérir des femmes et des enfants, des aveugles, des paralytiques, soigner des personnes mordue par des serpents... : à l'instar d'Antoine, il guérit une femme stérile sans aucun contact, en levant les yeux au ciel et réclamant sa confiance dans une scène qui rappelle les figures d'Abraham et son épouse Sarah. Hilarion cède aux suppliques d'une mère dont les enfants sont malades et que les médecins ne peuvent soigner, accepte de sortir de sa cellule - au contraire d'Antoine dans un épisode similaire - et guérit les enfants par la prière, en les regardant et en invoquant Jésus. C'est en imitant ce dernier - imitatio Christi - qu'il guérit une aveugle en lui appliquant de la salive sur les yeux. Lorsqu'il guérit un procurateur paralytique, il reprend là encore exactement les paroles attribuées à Jésus : « Lève-toi et marche ! ».
Mais Hilarion produit également une série de miracles originaux qui le distinguent de son maître. Alors âgé de vingt-quatre ans, Hilarion « [délivre] de la mort le gendre et la fille [d'une femme nommée Constantia] par une onction d'huile », une formulation ambiguë de Jérôme qui peut laisser entendre qu'il s'agit d'une résurrection, sans que ce soit assuré. Mais c'est post mortem qu'Hilarion se distingue le plus de son modèle sur le plan thaumaturgique : à la différence d'Antoine, les guérisons et miracles se poursuivent après la mort de l'ermite dont la dépouille est intacte encore dix mois après sa mort, nimbée d'une odeur agréable, une manifestation de sa sainteté. Si Jérôme ne donne pas les détails des miracles opérés par la relique, il innove sur le plan hagiographique en présentant de manière inédite les prodiges attribués à un thaumaturge récemment décédé, une qualité jusque-là réservée à des reliques anciennes.

## Le monastère Saint-Hilarion
Découvert en 1997 par les services des Antiquités de Gaza à 10 km au sud de Gaza sur le site archéologique Tell Umm el-‘Amr (localité de Nuseirat), le monastère Saint-Hilarion constitue l'un des plus grands monastères byzantins du Proche-Orient. C'est à cet endroit que le saint aurait été inhumé par son disciple Hésychius, suivant sa volonté explicite un temps ignorée. Les services des Antiquités de Gaza firent appel à l'archéologue français Jean-Baptiste Humbert, membre de l’École biblique et archéologique française de Jérusalem pour authentifier le site. Depuis l'an 2000, l'archéologue français René Elter est mandaté en tant que chercheur associé par l’École biblique de Jérusalem pour s'occuper de la préservation archéologique du site.  

### Vie monastique

#### Les laures
Hilarion implante la vie érémitique à Gaza. Une nouvelle organisation y prend corps, celle des laures : les ermites installent leurs habitations individuelles le long d'une avenue (laura en grec) qui conduit à l'église ou oratoire où ils se retrouvent quelques fois par semaine. De plus ils se soumettent à la direction spirituelle d'un abbé tout en gardant leur indépendance de mouvement.
Le système de laures eut du succès et se développa, grâce à Chariton le Confesseur, dans le désert de Judée et sur tout le territoire qui va de la mer Rouge à Ninive. C'est la préfiguration, en fait, de la vie érémitique groupée, plus tard institutionnalisée par les chartreux.

## Célébration
Hilarion est considéré comme saint tant chez les orthodoxes que les catholiques qui le célèbrent le 21 octobre.

## Toponymie
Deux villes portent son nom :
- Saint-Hilarion, dans les Yvelines
- Saint-Hilarion, au Québec, comté de Charlevoix.

#### Ouvrages
- Jérôme (trad. du latin), Trois vies de moines : (Paul, Malchus, Hilarion), Paris, Cerf, coll. « Sources chrétiennes », 2007, 337 p. (ISBN 978-2-204-08276-1 et 2-204-08276-7), chap. 508
- Joseph F. Kelly, Dictionnaire du christianisme ancien, Brepols, 1994, 277 p. (ISBN 978-2-503-50302-8)
- Angelo Di Berardino (dir.) et François Vial (dir. trad.), Dictionnaire encyclopédique du Christianisme ancien, vol. I, Paris, Cerf, 1990, 2641 p. (ISBN 2-204-04182-3)

#### Articles
- Carine Basquin-Matthey, « Hilarion, figure charnière de l'hagiographie latine », Religions et Histoire, no 53,‎ novembre/décembre 2013, p. 74-78 (ISSN 1772-7200)